# Чемпіонат світу з тріатлону 2001
Тринадцятий чемпіонат світу з тріатлону (англ. 2001 Edmonton ITU Triathlon World Championship) пройшов у канадському Едмонтоні 22 липня 2001 року. Переможцями стали американка Сірі Ліндлей і австралієць Пітер Робертсон. Також пройшла першість серед юніорів.

## Результати

### Чоловіки
| Місце | Тріатлоніст            | Країна          | Плавання | Велосипед | Біг      | Сума     |
| ----- | ---------------------- | --------------- | -------- | --------- | -------- | -------- |
| 1     | Пітер Робертсон        | Австралія       | 00:18:25 | 00:56:25  | 00:31:55 | 01:48:00 |
| 2     | Кріс Гілл              | Австралія       | 00:18:42 | 00:56:34  | 00:31:35 | 01:48:11 |
| 3     | Крейг Вотсон           | Нова Зеландія   | 00:18:04 | 00:57:13  | 00:31:32 | 01:48:13 |
| 4     | Іван Ранья             | Іспанія         | 00:18:38 | 00:56:44  | 00:31:45 | 01:48:26 |
| 5     | Ендрю Джонс            | Велика Британія | 00:18:18 | 00:57:00  | 00:31:57 | 01:48:36 |
| 6     | Саймон Вітфілд         | Канада          | 00:18:27 | 00:56:57  | 00:31:59 | 01:48:41 |
| 7     | Бівен Докерті          | Нова Зеландія   | 00:18:15 | 00:57:05  | 00:32:00 | 01:48:42 |
| 8     | Рето Гуг               | Швейцарія       | 00:18:18 | 00:56:57  | 00:32:10 | 01:48:46 |
| 9     | Майлс Стюарт           | Австралія       | 00:18:12 | 00:56:36  | 00:32:49 | 01:48:52 |
| 10    | Стефан Пуле            | Франція         | 00:18:00 | 00:57:15  | 00:32:20 | 01:48:58 |
| 22    | Андрій Глущенко        | Україна         | 00:18:13 | 00:57:10  | 00:33:20 | 01:50:01 |
| 42    | Володимир Полікарпенко | Україна         | 00:18:40 | 00:58:56  | 00:33:34 | 01:52:34 |

### Жінки
| Місце | Тріатлоністка      | Країна        | Плавання | Велосипед | Біг      | Сума     |
| ----- | ------------------ | ------------- | -------- | --------- | -------- | -------- |
| 1     | Сірі Ліндлей       | США           | 00:19:33 | 01:02:59  | 00:34:54 | 01:58:50 |
| 2     | Мішель Джонс       | Австралія     | 00:19:21 | 01:03:09  | 00:35:44 | 01:59:41 |
| 3     | Джоанна Зейгер     | США           | 00:18:53 | 01:03:39  | 00:35:50 | 01:59:55 |
| 4     | Наташа Гільгегольт | Нова Зеландія | 00:19:20 | 01:03:15  | 00:36:19 | 02:00:25 |
| 5     | Кетлен Смет        | Бельгія       | 00:19:35 | 01:02:52  | 00:36:42 | 02:00:46 |
| 6     | Джилл Саведж       | Канада        | 00:19:19 | 01:03:12  | 00:36:53 | 02:00:50 |
| 7     | Сільвія Джеміньяні | Італія        | 00:19:13 | 01:03:13  | 00:36:48 | 02:00:54 |
| 8     | Лоретта Гарроп     | Австралія     | 00:18:45 | 01:03:53  | 00:36:56 | 02:00:58 |
| 9     | Евелін Вільямсон   | Нова Зеландія | 00:19:48 | 01:02:40  | 00:37:10 | 02:01:11 |
| 10    | Крістіна Пільц     | Німеччина     | 00:19:34 | 01:02:56  | 00:37:19 | 02:01:17 |

## Юніори
Хлопці:
| Місце | Тріатлоніст      | Країна    | Плавання | Велосипед | Біг      | Сума     |
| ----- | ---------------- | --------- | -------- | --------- | -------- | -------- |
| 1     | Себастьян Дегмер | Німеччина | 00:19:55 | 00:00:00  | 00:32:41 | 01:51:22 |
| 2     | Еміліо Д'Акуіно  | Італія    | 00:19:05 | 00:58:15  | 00:32:49 | 01:51:30 |
| 3     | Люк Маккензі     | Австралія | 00:18:59 | 00:58:25  | 00:33:30 | 01:52:06 |

Дівчата:
| Місце | Тріатлоністка  | Країна          | Плавання | Велосипед | Біг      | Сума     |
| ----- | -------------- | --------------- | -------- | --------- | -------- | -------- |
| 1     | Нікола Шпіріг  | Швейцарія       | 00:20:56 | 01:04:44  | 00:36:56 | 02:04:11 |
| 2     | Беатріче Ланца | Італія          | 00:20:50 | 01:04:48  | 00:37:13 | 02:04:25 |
| 3     | Джоді Сваллоу  | Велика Британія | 00:19:32 | 01:06:19  | 00:37:22 | 02:04:44 |